# Азербайджансько-узбекистанські відносини
Азербайджансько-узбекистанські відносини — дипломатичні відносини між Азербайджанською Республікою та Республікою Узбекистан у політичній, економічній та інших сферах.

## Дипломатичні відносини
Узбецькі та азербайджанські народи об'єднують близькі національні звичаї та традиції, спільна мовна група, культура та релігія. Обидва народи є тюркськими. Довгі роки обидві країни були союзними республіками СРСР.
Дипломатичні відносини між країнами встановлені 2 жовтня 1995. У серпні 1996 року розпочало роботу посольство Азербайджанської Республіки в Узбекистані. У липні 1998 року відкрито посольство Узбекистану в Азербайджанській Республіці.
Між країнами налагоджено співробітництво в рамках міжнародних організацій, включаючи ООН, ОВК, СНД. Обидві країни є учасниками Організації тюркських держав.
Узбекистан завжди підтримував мирне врегулювання карабахського конфлікту політичними засобами. Узбекистан вважає забезпечення територіальної цілісності Азербайджану однією з головних умов урегулювання конфлікту.
У Парламенті Азербайджану діє двостороння робоча група міжпарламентських зв'язків між Азербайджаном і Узбекистаном. Групу створено 7 березня 1997 року. Першим керівником групи був Юсіф Багірзаде. З 4 березня 2016 року групу очолює Ельдар Ібрагімов.

## Двосторонні візити
Перший офіційний візит Президента Республіки Узбекистан Іслама Карімова до Азербайджану відбувся 26-27 травня 1996 року. У ході візиту дві країни підписали спеціальний пакет документів, що складається з 19 угод, серед яких була Угода про дружбу та співпрацю між двома державами. У ході візиту Президенту Узбекистану Ісламу Каримову було надано звання почесного доктора Бакинського державного університету.

Офіційний візит Президента Азербайджанської Республіки Гейдара Алієва до Узбекистану відбувся 18-19 червня 1997 року. Як і Баку, в Ташкенті було підписано 19 документів. Серед цих документів велике значення має угода між Азербайджаном та Узбекистаном про подальший розвиток співробітництва, зміцнення дружби та партнерства. Виступаючи на церемонії підписання, президент Азербайджану Гейдар Алієв сказав:
«Ми хочемо мати надійне партнерство з Узбекистаном в Азербайджані, і ми зробимо все, щоб ці відносини були, розвивалися та зміцнювалися».
Президент Узбекистану сказав, що відносини між двома країнами матимуть стратегічний характер. 19 червня 1997 року Президенту Азербайджану було вручено грамоту Почесного доктора Ташкентського університету.
9 серпня 1998 року Президент Азербайджану Гейдар Алієв знову зустрівся з Президентом Узбекистану в Ялті на заході, присвяченому 60-річчю Президента України Леоніда Кучми.
23-24 березня 2004 року наступний Президент Азербайджанської Республіки Ільхам Алієв здійснив державний візит до Республіки Узбекистан. Сторони обмінялися думками щодо перспектив двосторонніх відносин між Азербайджаном та Узбекистаном, питань безпеки на Південному Кавказі та в Центральній Азії, регіональних та міжнародних питань.
14-15 жовтня 2019 року президент Узбекистану Шавкат Мірзієєв відвідав Азербайджан з офіційним візитом для участі у 7 Саміті Тюркської Ради Організації тюркських держав.
Після переобрання Президентом Шавката Мірзійоєв здійснив свій перший державний візит саме до Азербайджану.

## Договірно-правова база
Між країнами підписано 133 документи, у тому числі:
- Договір про дружбу та співробітництво (27.05.1996)
- Угода про науково-технічне співробітництво між НДІ захисту рослин та технічних культур Азербайджану та НДІ селекції, насінництва та агротехнології вирощування бавовни РУ (березень 2021)[5]

22 серпня 2023 під час візиту президента Узбекистану Шавкат Мірзієєв в Азербайджан було підписано 15 документів на рівні держав, урядів та відомств двох країн, серед них:
- Договір про створення Вищої міждержавної ради між Узбекистаном та Азербайджаном,
- «Дорожня карта» щодо поглиблення всебічного стратегічного партнерства на 2023-2024 роки,
- Угода про поглиблення співпраці у сфері енергетики,
- Угода про співробітництво у сферах молодіжної політики та спорту.
- Зміни до Угоди про безвізові поїздки громадян,
- Угода про співпрацю у сфері впровадження інформаційної системи електронного обміну бланками дозволів «Е-permit»,
- Угода про співпрацю у сфері культури,
- Угода про співпрацю у сфері захисту сім'ї та дітей,
- Угода про співпрацю у галузі харчової безпеки,
- Меморандуми про співробітництво між секретаріатами Ради безпеки, у сфері кібербезпеки та інші.

## Економічні зв'язки
Діє міжурядова комісія з питань економічного співробітництва. Комісія створена 18 червня 1997 року.
Для підтримки нарощування торгівлі, розвитку промислової кооперації та логістичної інфраструктури, великих проєктів у автомобілебудуванні, металургії, енергетиці, сільському господарстві, електротехніці, текстильній промисловості, туризмі та інших галузях створені спільний Інвестиційний фонд та узбецько-азербайджанська Інвестиційна компанія.
Станом на 1 липня 2023 року на території Узбекистану діють 204 компанії з азербайджанською участю, з них 67 спільних підприємств, 137 підприємств зі 100 % іноземною участю.
Діє спільне підприємство з виробництва шовку «Шекі Іпек». Планується відкриття спільного підприємства з виробництва шовку в Барді. Узбекистан постачає в Азербайджан обладнання для бавовняних заводів.
ВАТ «Азермаш» з деталей, що поставляються Узбекистаном, складає автомобілі «Chevrolet».
Є взаємодія у галузі сільського господарства, шовківництва, текстильної промисловості, хімічної промисловості.
Діє узбецько-азербайджанський інвестиційний фонд.
Обсяг товарообігу між Узбекистаном та Азербайджаном у 2010 році становив 25,9 мільйона доларів.
За січень — травень 2023 року в Узбекистані було створено 22 спільні підприємства.
Товарообіг (тис. дол)
| Рік  | Експорт Азербайджану | Імпорт Азербайджану | Сума товарообігу |
| ---- | -------------------- | ------------------- | ---------------- |
| 2020 | 23 130,69            | 59 187,72           | 82 318,41        |
| 2021 | 33 489,95            | 78 413,45           | 111 903,4        |
| 2022 | 46 450,99            | 136 856,90          | 183 307,89       |

Експорт Узбекистану: квасоля, родзинки, арахіс, хлороводень, шовк, тканини, легкові автомобілі, автобуси.
Експорт Азербайджану: цукор, сахароза, лакофарбові вироби, поліетилен, мідь.

## Культурні зв'язки
У Баку встановлено пам'ятник Алішеру Навої, в Ташкенті — Нізамі Гянджеві. Ташкентський державний педагогічний університет названий іменем Нізамі Гянджеві. З 2002 року на базі цього університету здійснює діяльність товариство дружби Азербайджан — Узбекистан. У Ташкенті провадить діяльність Азербайджанський культурний центр ім. Г. Алієва. Відкриття центру відбулось 27 вересня 2010 року.
В Азербайджані є поселення на честь Навої.